# 知床國立公園

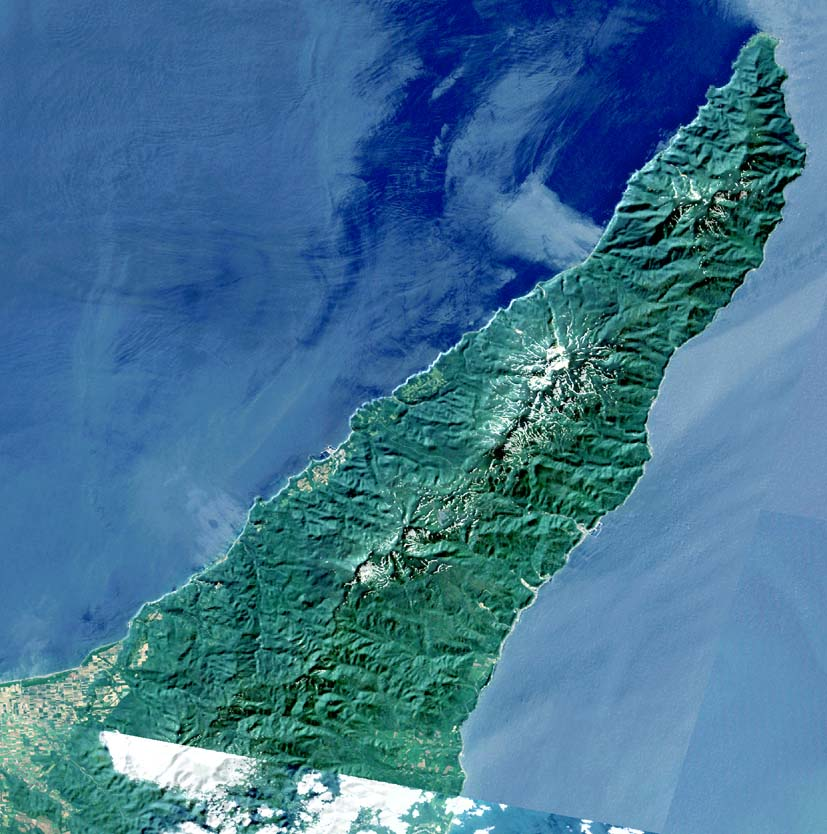
知床半島衛星照

知床國立公園（日语：／ Shiretoko Kokuritsu Kōen）為日本北海道知床半島上的國立公園，面積38,633公頃。於1964年6月1日成為國立公園。
範圍跨越斜里郡斜里町和目梨郡羅臼町，茂密的原生林覆蓋了多數區域，並有野生動物包括棕熊、北海道狐狸、虎頭海鵰、白尾海雕、海豹等。主要景點包括知床五湖和知床岬，同時每年1月到3月間在岸邊有流冰景觀。

## 概要
為日本全國第22座國立公園，與南阿爾卑斯國立公園一同成立。範圍從日本國內最東北端的知床半島中央至知床岬及周邊海域，面積約60,000公頃。陸域公園面積一半以上是屬於設有嚴格保護限制的「特別保護地區」，公園區域西端的知西別岳鄰接「遠音別岳原生自然環境保全地域」。
知床國立公園與周邊區域（約71,100公頃）在2005年（平成17年）登錄為「世界自然遺產」。這是日本第三個世界自然遺產，也是日本首個登錄範圍包括海洋的世界遺產。

## 歷史
知床半島以挖掘出多座數千年以前的先史時代遺跡。10世紀左右受到鄂霍次克海沿岸的鄂霍次克文化影響，愛奴人十分崇敬毛腿漁鴞、棕熊、虎鯨等，發展出重視豐富自然的的文化。
- 1964年（昭和39年）：指定為國立公園。
- 1980年（昭和55年）：公園區域變更（遠音別岳劃入原生自然環境保全地域）。
- 1984年（昭和59年）：複審。
- 1990年（平成2年）：公園計畫部分變更（劃定進入限制區域）。
- 1995年（平成7年）：第一次點檢。
- 2003年（平成15年）：公園計畫部分變更（追加北海道長距離自然步道）。
- 2005年（平成17年）：知床登錄為「世界自然遺產」[4][5]。公園區域變更（海域擴張）。
- 2010年（平成22年）：公園計畫部分變更（劃定利用調整地區、追加生態系維持回復事業）。公園區域變更。

## 自然
受到板塊運動與火山活動、海蝕等地形作用的知床半島擁有怪石、海蝕崖、火山地形等多樣景觀。知床硫黃山在1936年（昭和11年）的八個月內噴發出約20萬噸的融化硫黃。受惠於鄂霍次克海的地形、地理條件，此地是北半球海洋流冰緯度最低的地區。冰藻在流冰下生長，流冰形成時將營養鹽豐富的中層水帶至表層使得浮游植物大量繁殖，並與浮游動物、魚類、海生哺乳類、陸上生物組成完整食物鏈。雖然海岸與山頂高度差僅約1,600公尺左右，但此地有發達的偃松低木林與高山植物聚落，並可見多樣化的植披垂直分布。
知床半島保留了原始的自然景貌，可見過去遍布於北海道各地的多種北方及南方哺乳類、鳥類。陸地有棕熊與蝦夷鹿，海域有鯨類與鰭足類等大量大型動物棲息，其中棕熊密度更是世界頂尖。另外，知床半島已確認有天然紀念物毛腿漁鴞、白尾海雕與黑啄木鳥繁殖，其中日本的毛腿漁鴞約半數生活於周邊區域，是日本國內最重要的繁殖地。而虎頭海鵰在此越冬的數量達1,000隻以上，也是世界重要的越冬地。河川以鮭科為優勢物種。
- 河川：岩尾別川（日语：岩尾別川）、神之水川（カムイワッカ川）、留斜川（ルシャ川）、テッパンベツ川、アウンモイ川、ルサ川、ケンネベツ川、サシルイ川、羅臼川
- 瀑布：フレペ瀑布（日语：フレペの滝）、神之水溫泉瀑布、神之水瀑布（カムイワッカの滝）、カシュニの滝、男瀑布、女瀑布、瀨石瀑布（セセキの滝）、熊越瀑布
- 湖沼：知床五湖、羅臼湖（日语：羅臼湖）
- 山岳：知西別岳（日语：知西別岳）、天頂山（日语：天頂山）、羅臼岳、サシルイ岳、知圓別岳、知床硫黃山（日语：知床硫黄山）、留斜山（ルシャ山）、突狩向岳（トッカリムイ岳）、知床岳（日语：知床岳）
- 海岬：プユニ岬（日语：プユニ岬）、知床岬

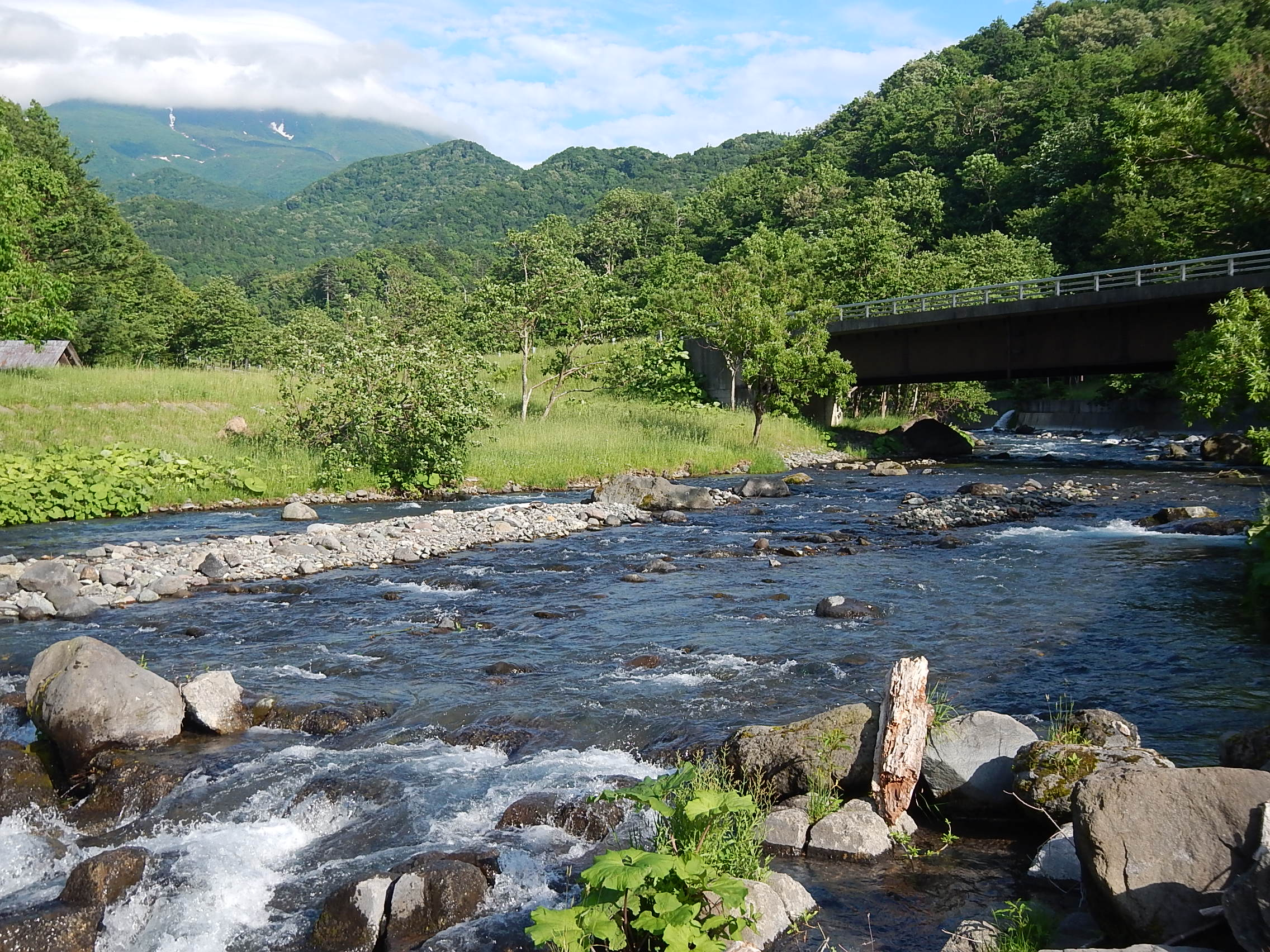
岩尾別川（2013年7月）
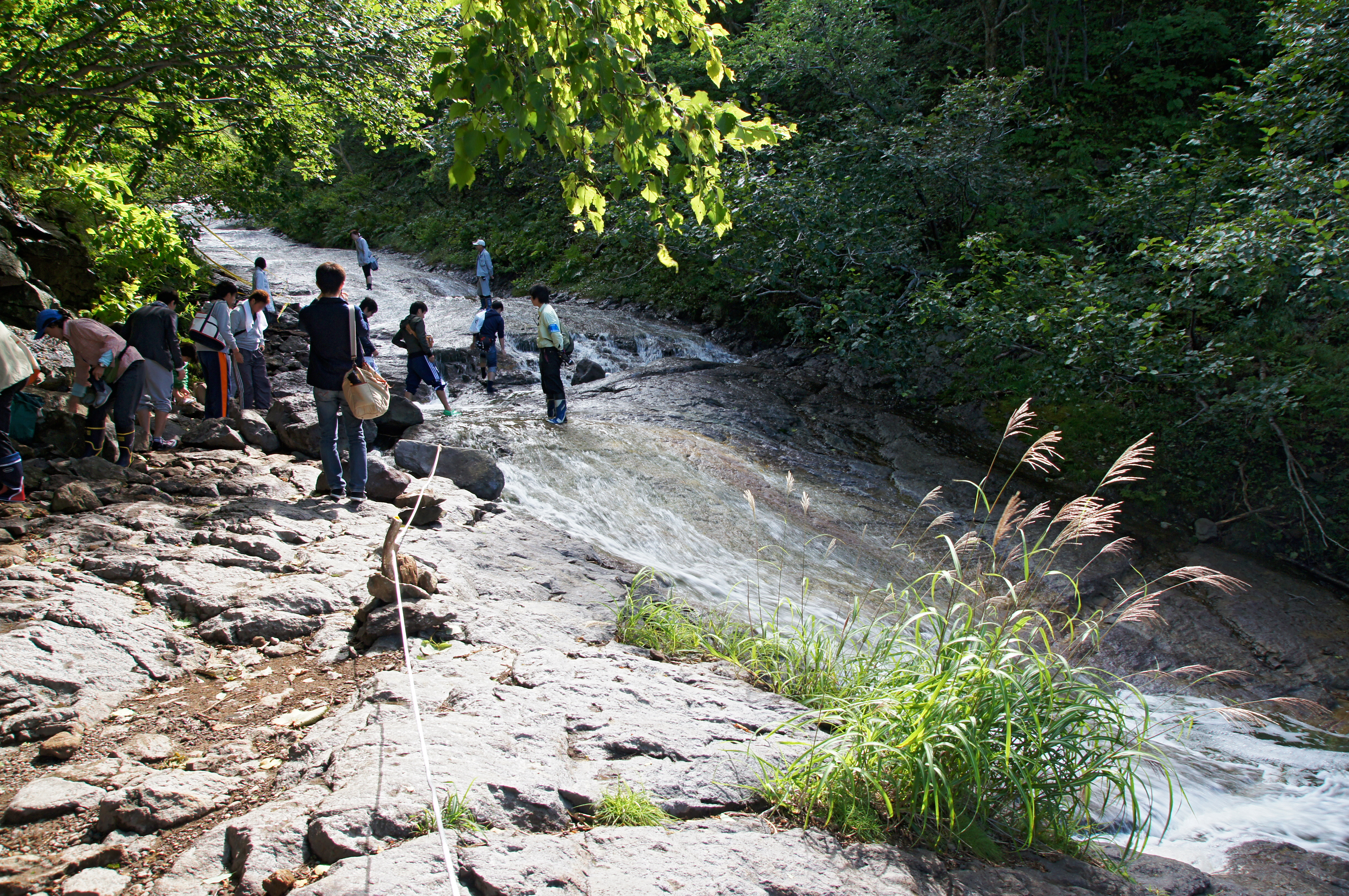
神之水溫泉瀑布（2011年9月）
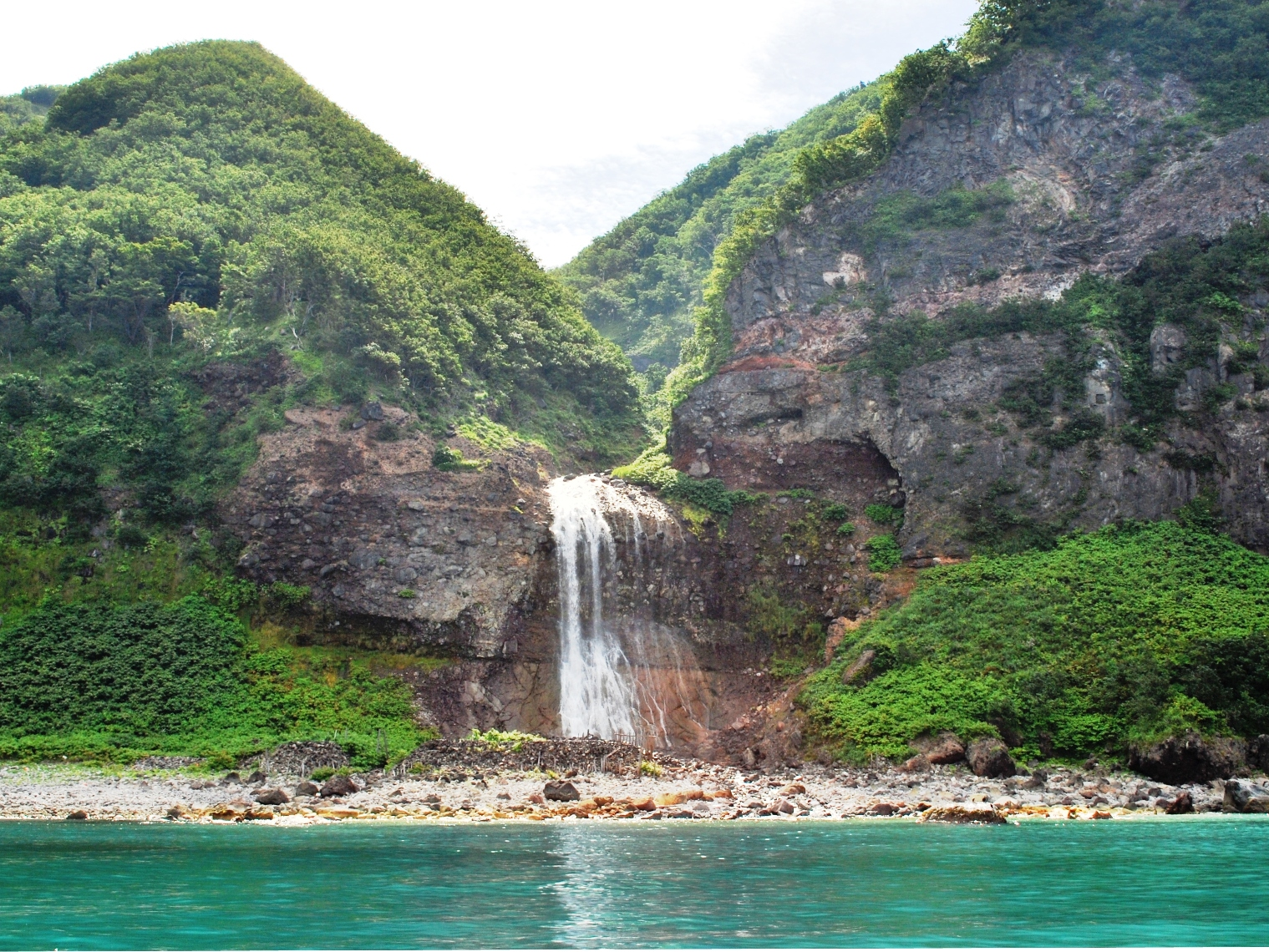
神之水瀑布（2009年8月）
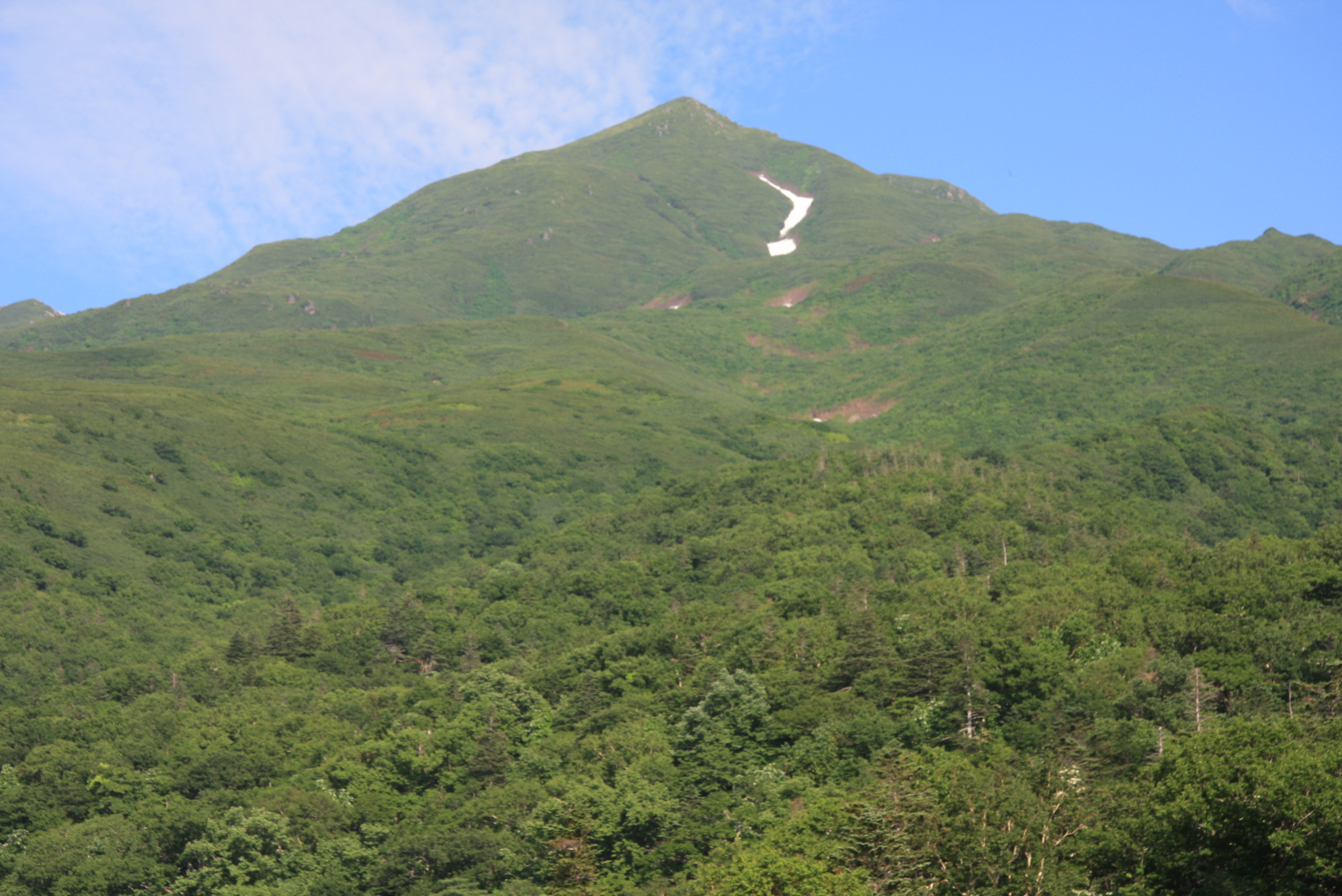
知床硫黃山（2013年7月）
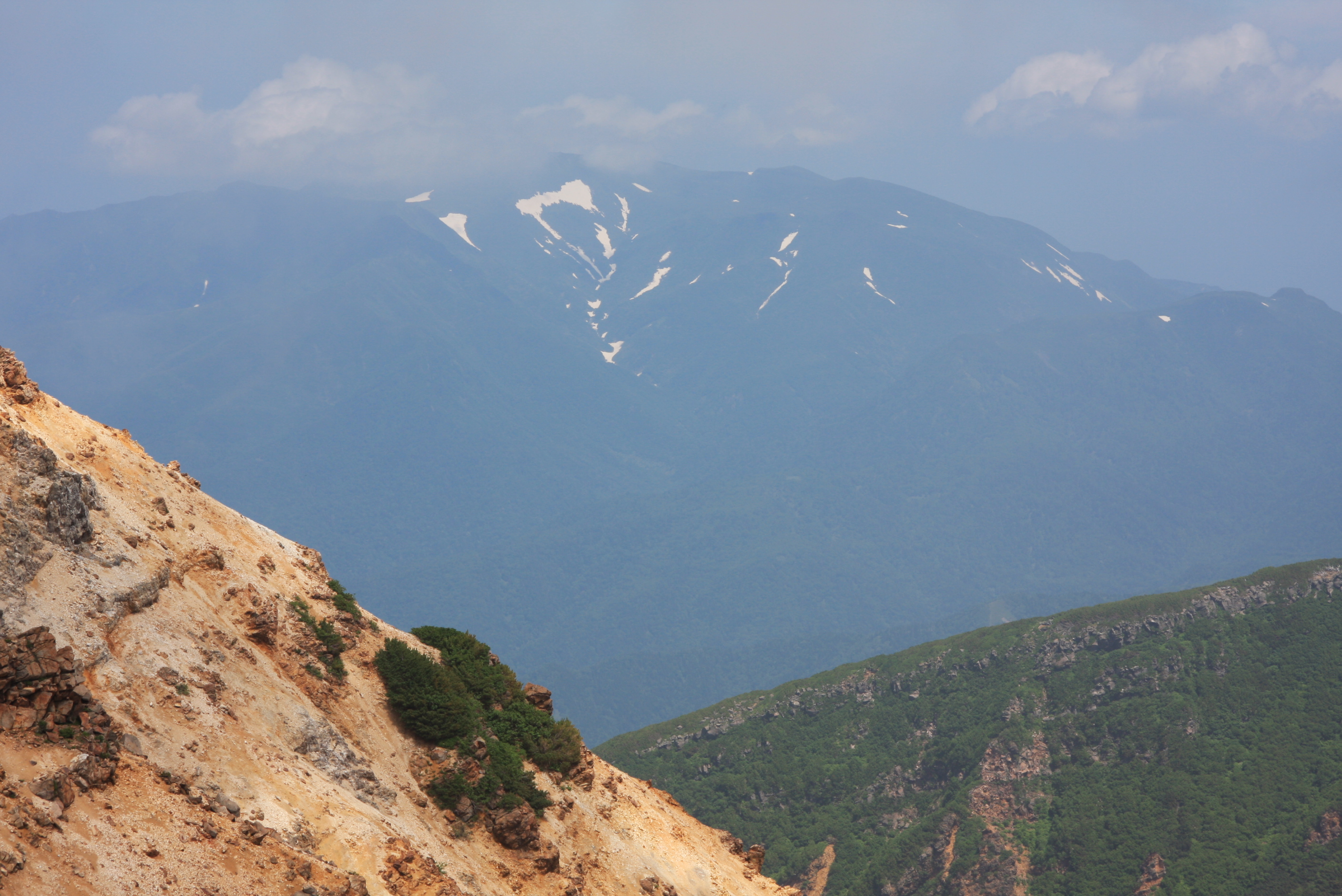
知床岳（2013年2月）
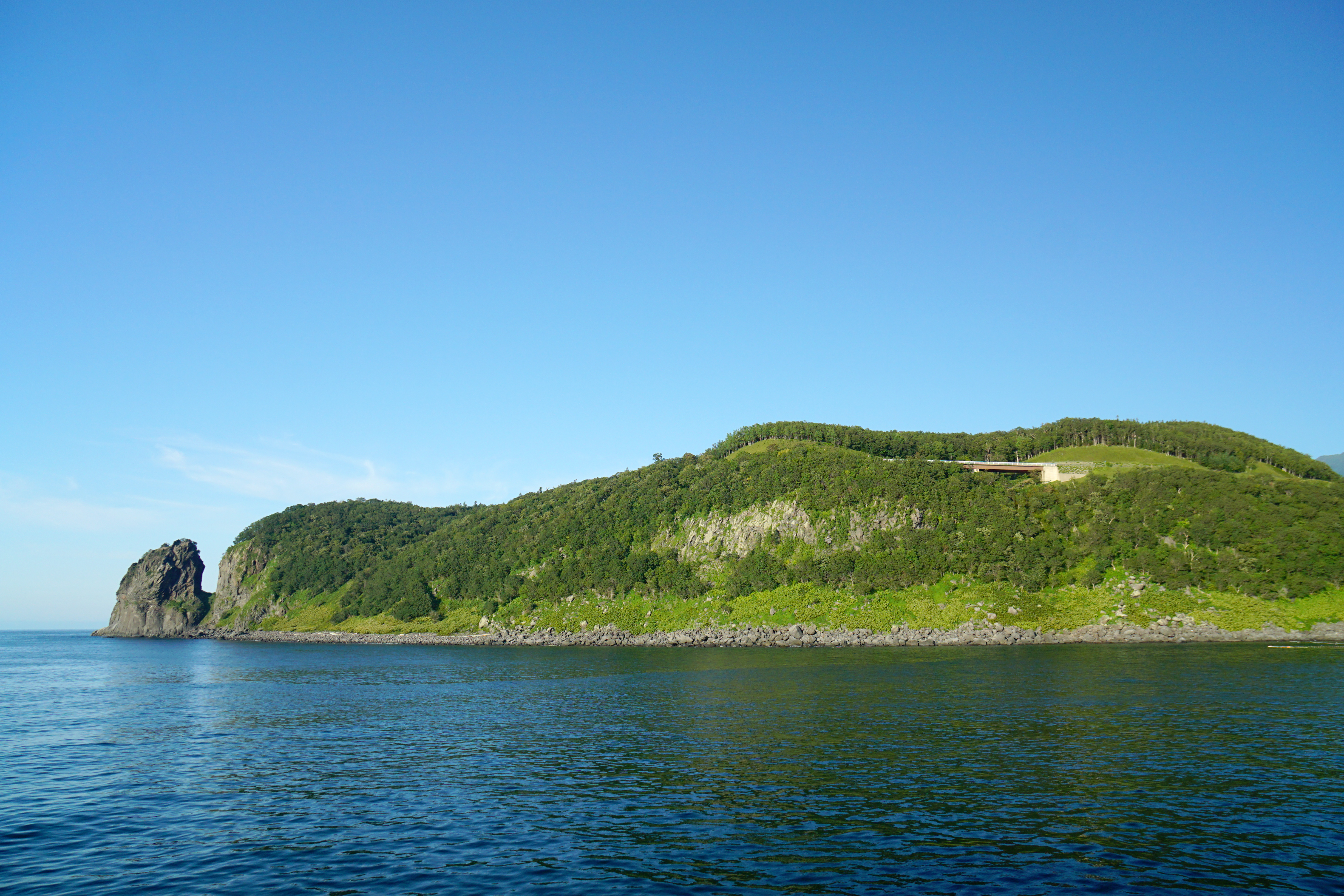
プユニ岬（2014年8月）
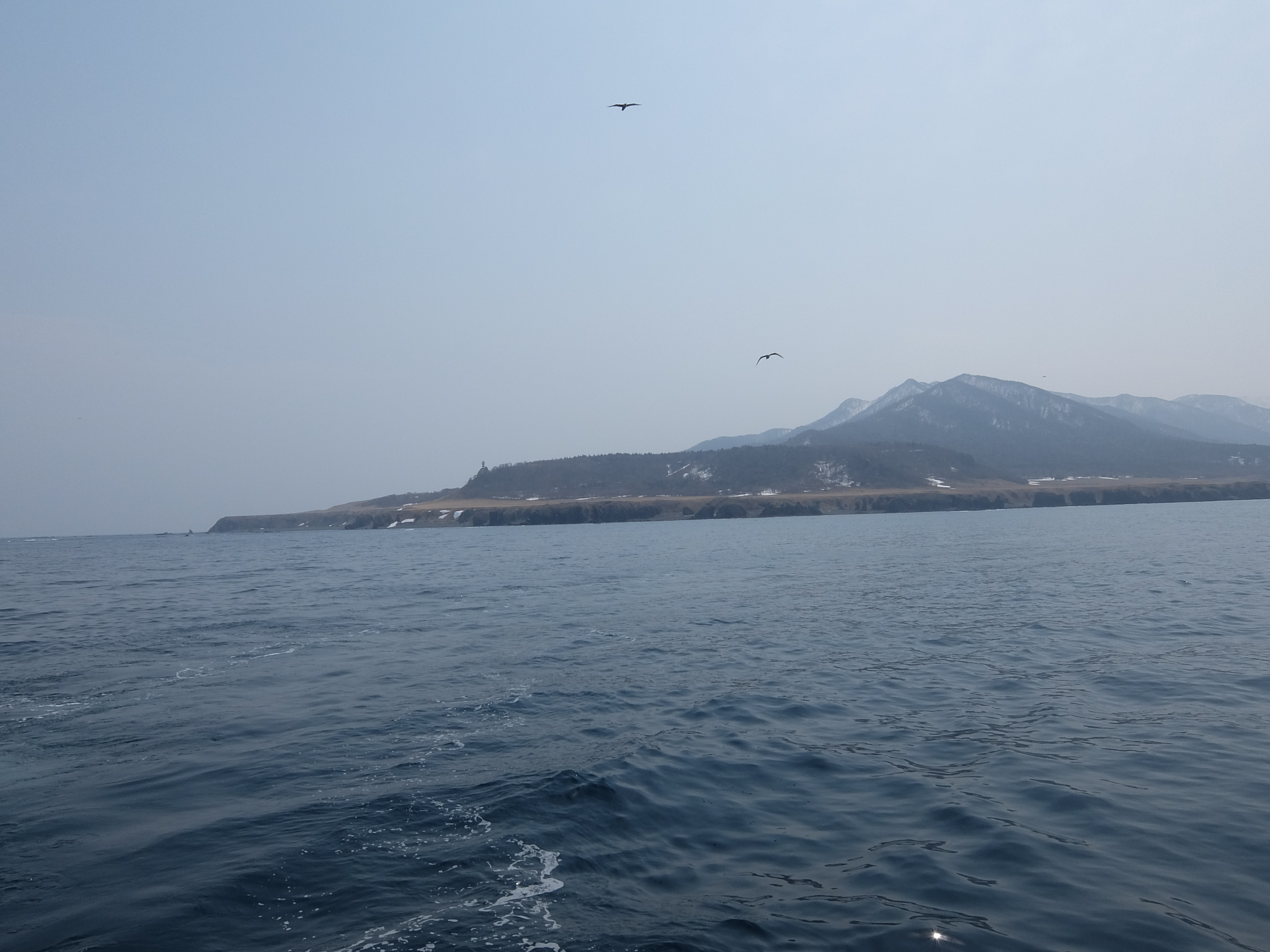
知床岬（2015年4月）

## 景點
- 知床岬
- フレペ瀑布（日语：フレペの滝）
- 神之水溫泉瀑布
- 知床五湖
- 知床峠
- 羅臼岳
- 羅臼湖（日语：羅臼湖）
- 熊越瀑布

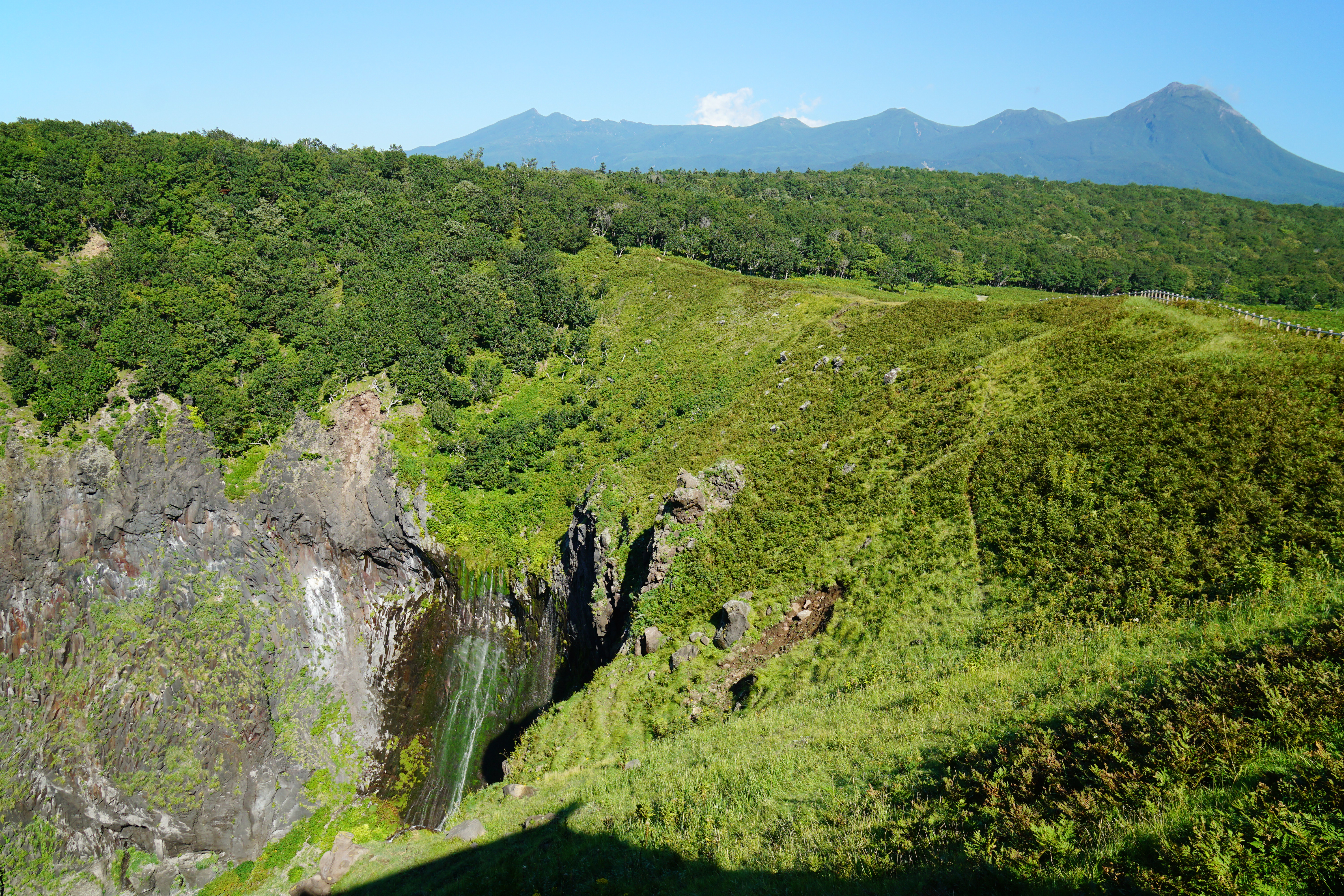
フレペ瀑布（2014年8月）
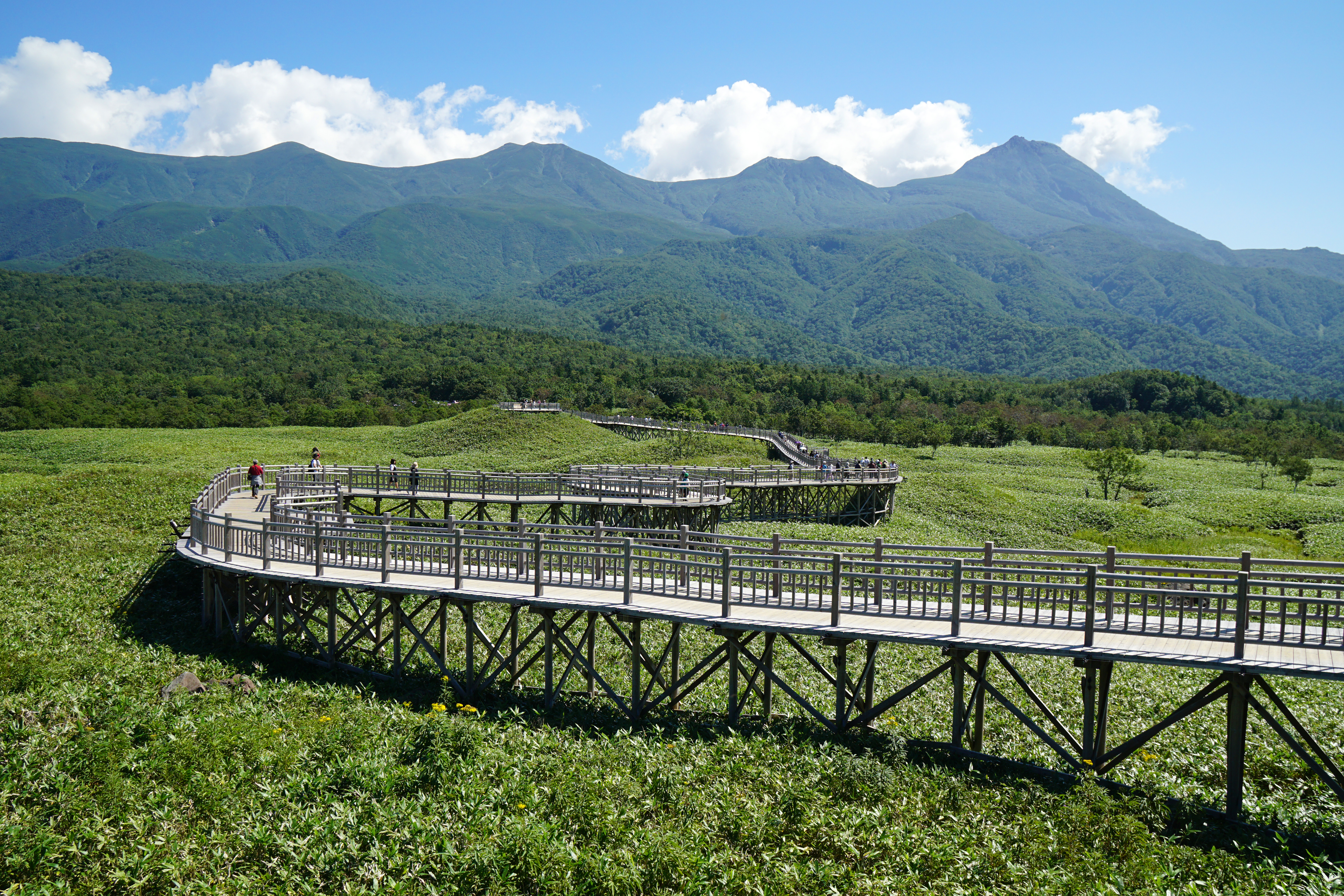
知床五湖的高架木道（2014年8月）
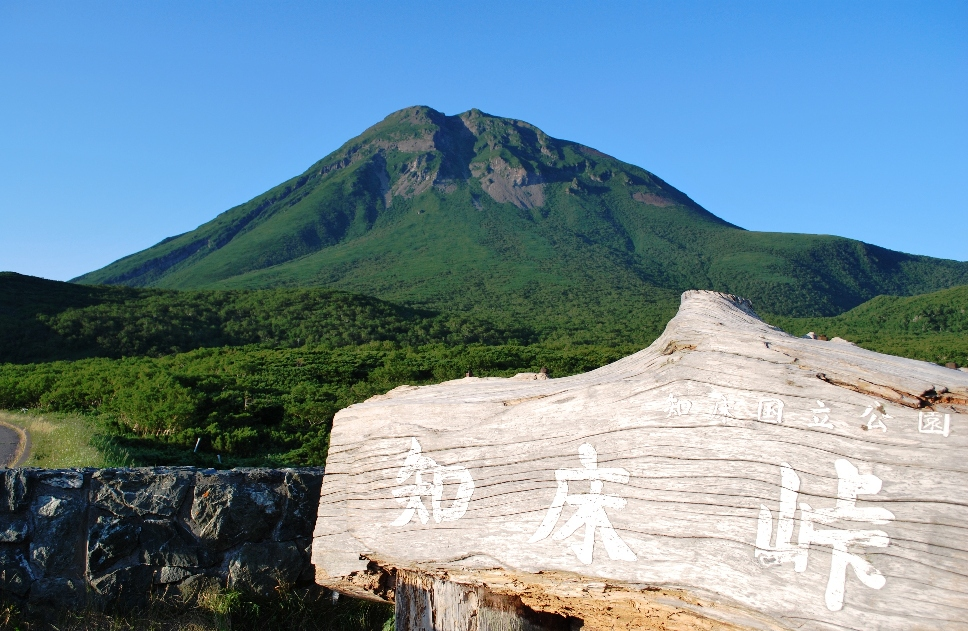
知床峠（2009年8月）
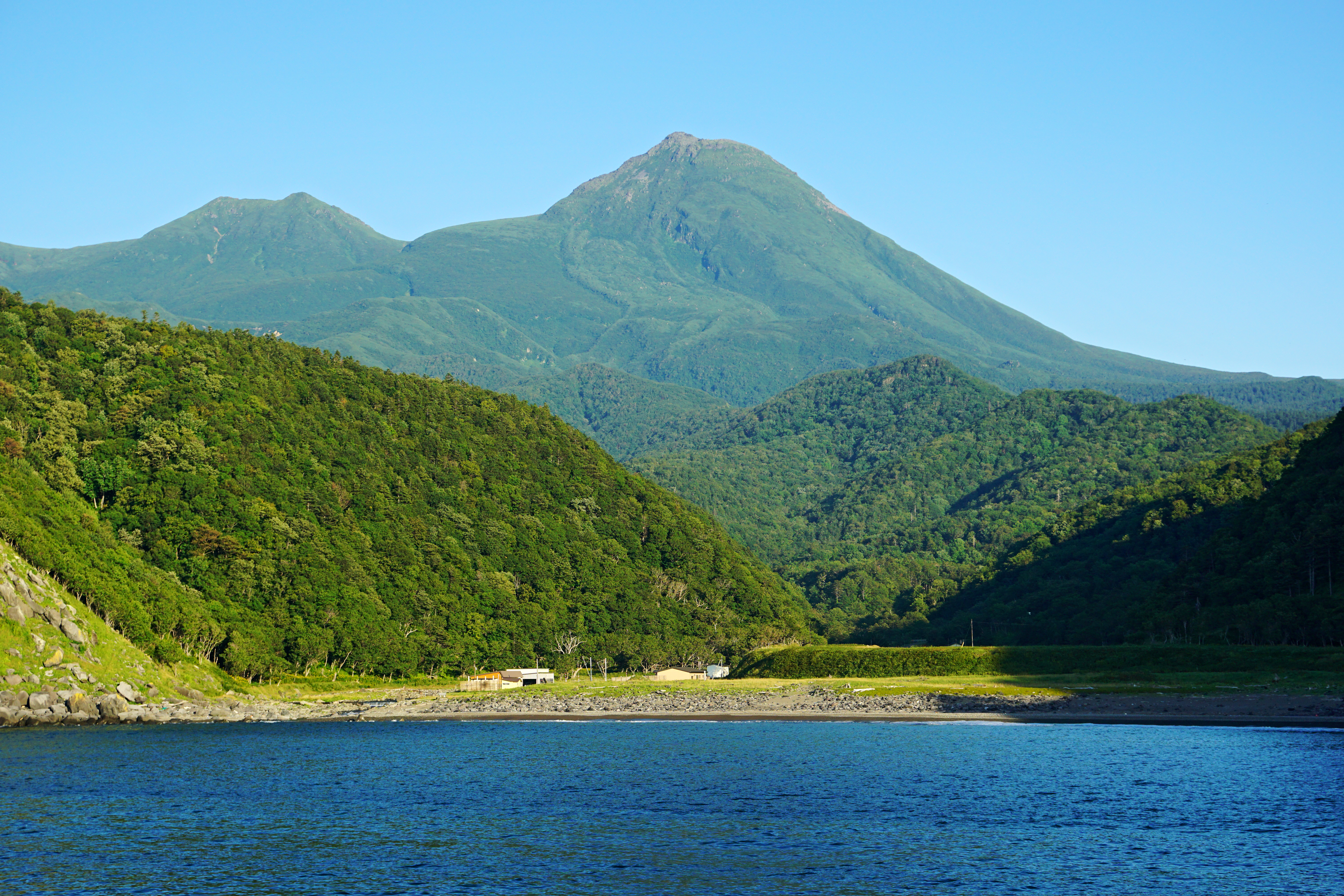
岩尾別沖眺望羅臼岳（2014年8月）

## 集團設施地區、遊客中心
| 地區名   | 面積   | 所在地             | 使用人數（人） |
| -------- | ------ | ------------------ | -------------- |
| 羅臼溫泉 | 31.1ha | 北海道目梨郡羅臼町 | 509,000        |

| 設施名                                     | 設置者 | 所在地                                                      | 使用人數（人） |
| ------------------------------------------ | ------ | ----------------------------------------------------------- | -------------- |
| 知床世界遺產中心                           | 環境省 | 北海道斜里郡斜里町宇登呂西186-10（道之驛宇登呂·sir-etok旁） | 104,192        |
| 知床世界自然遺產·知床國立公園 羅臼遊客中心 | 環境省 | 北海道目梨郡羅臼町湯之澤町6-27                              | 45,421         |
| 知床世界遺產RUSA FIELD HOUSE               | 環境省 | 北海道目梨郡羅臼町北濱8                                     | 9,132          |
| 知床自然中心                               | 環境省 | 北海道斜里郡斜里町字岩宇別531                               | 256,027        |
| 知床五湖野外小屋                           | 環境省 | 北海道斜里郡斜里町大字遠音別村字岩尾別                      | 70,926         |
| 知床五湖公園服務中心                       | 環境省 | 北海道斜里郡斜里町大字遠音別村字岩尾別                      | -              |

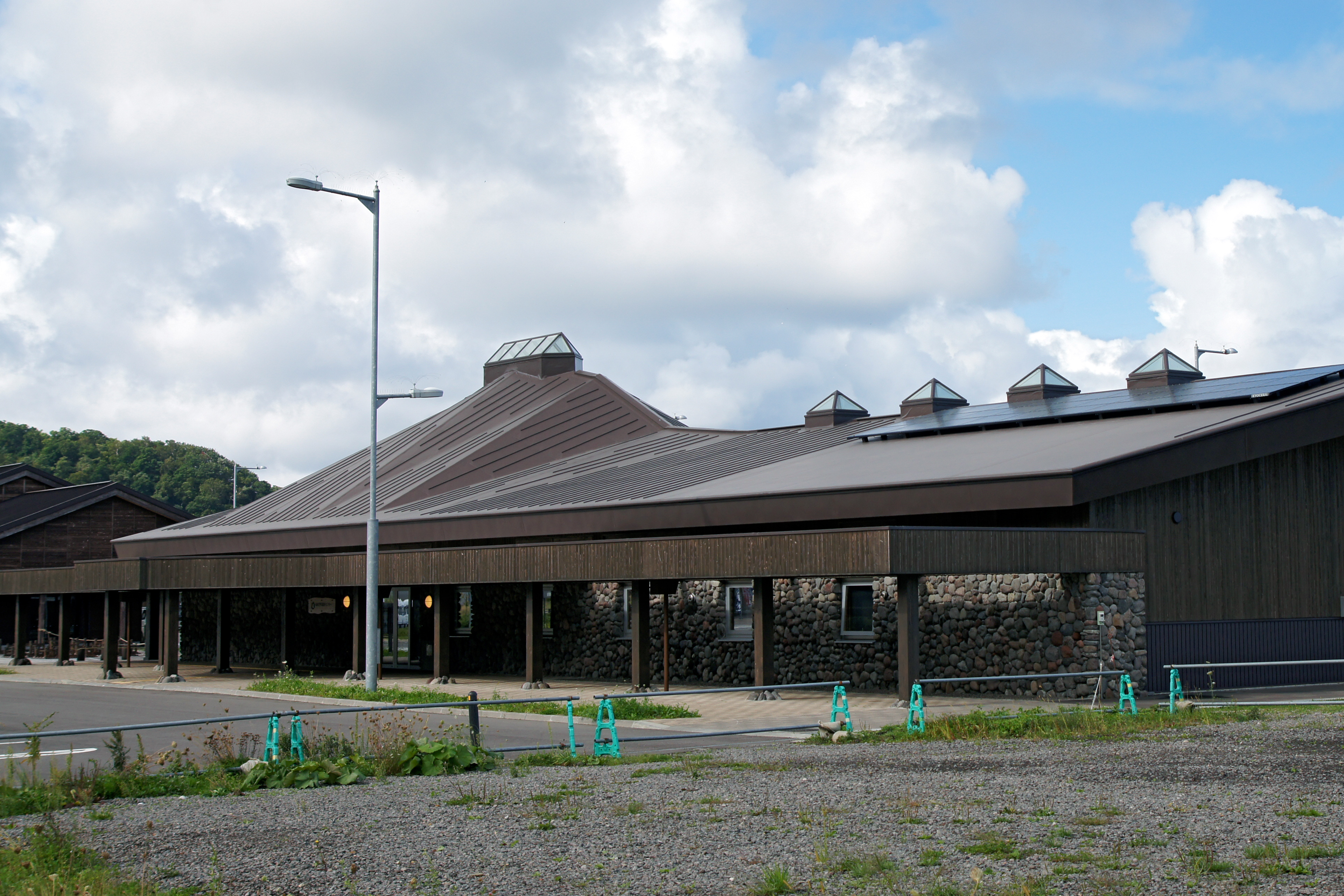
知床世界遺產中心（2011年9月）
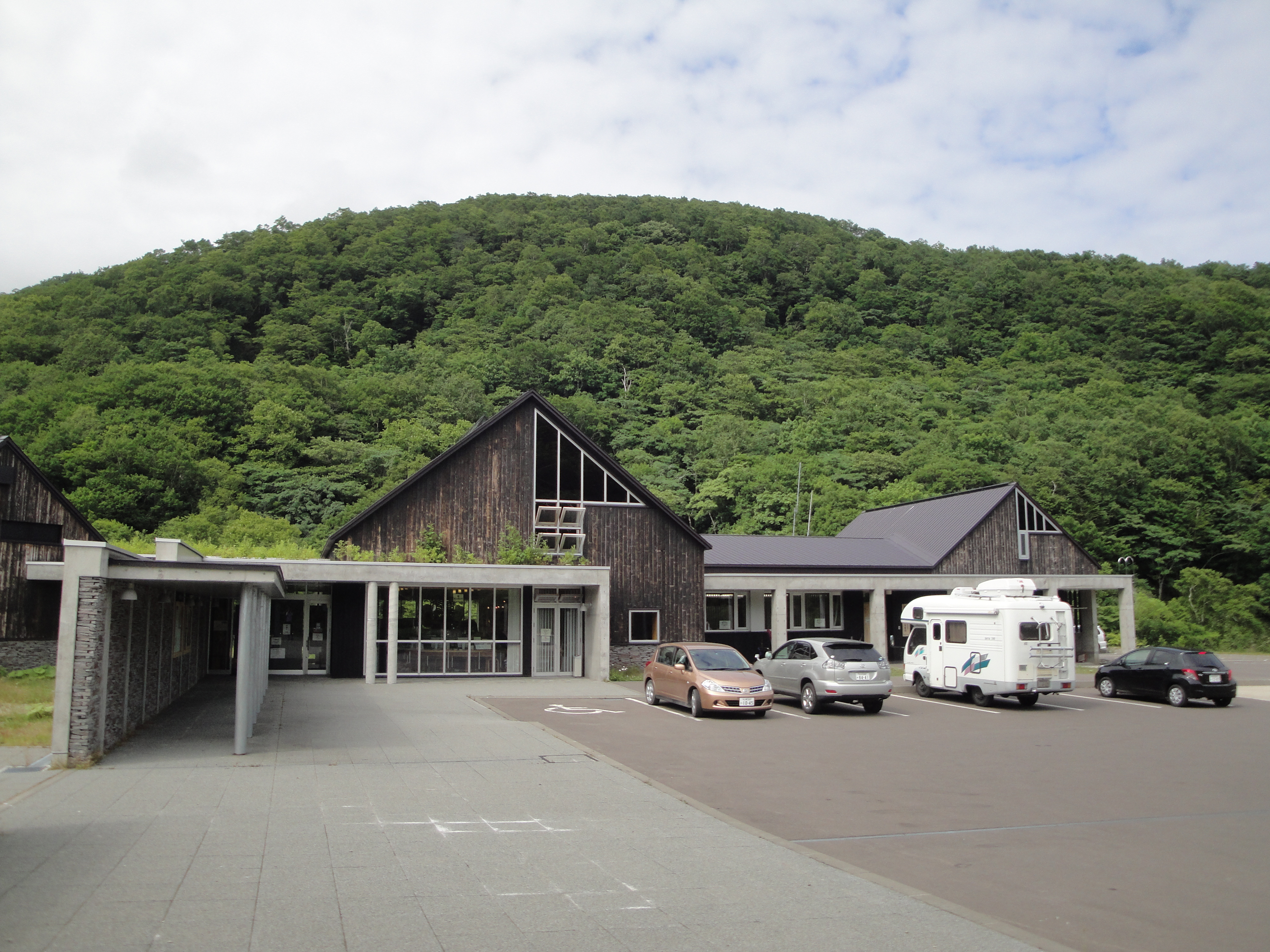
羅臼遊客中心（2011年7月）
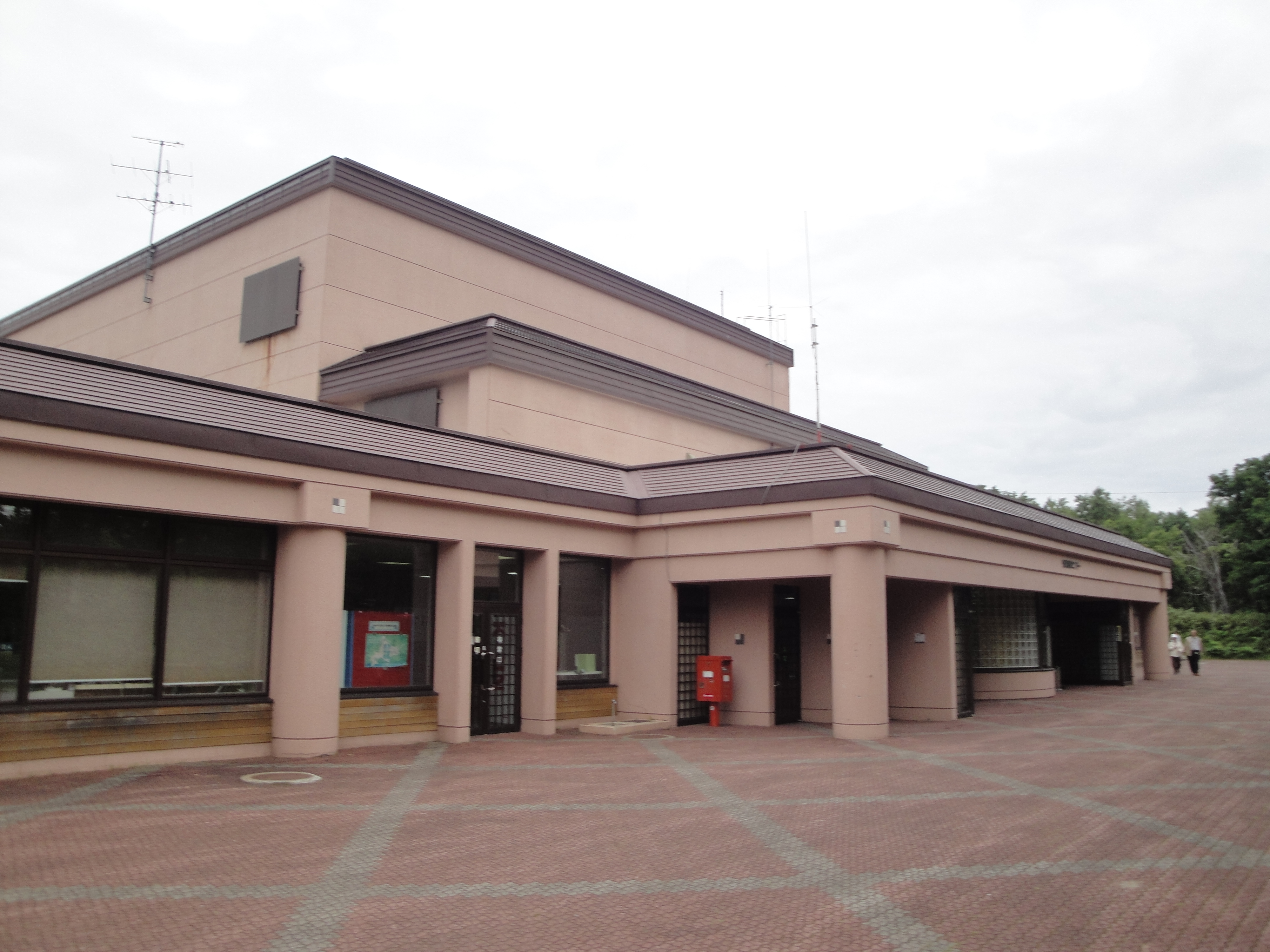
知床自然中心（2011年7月）
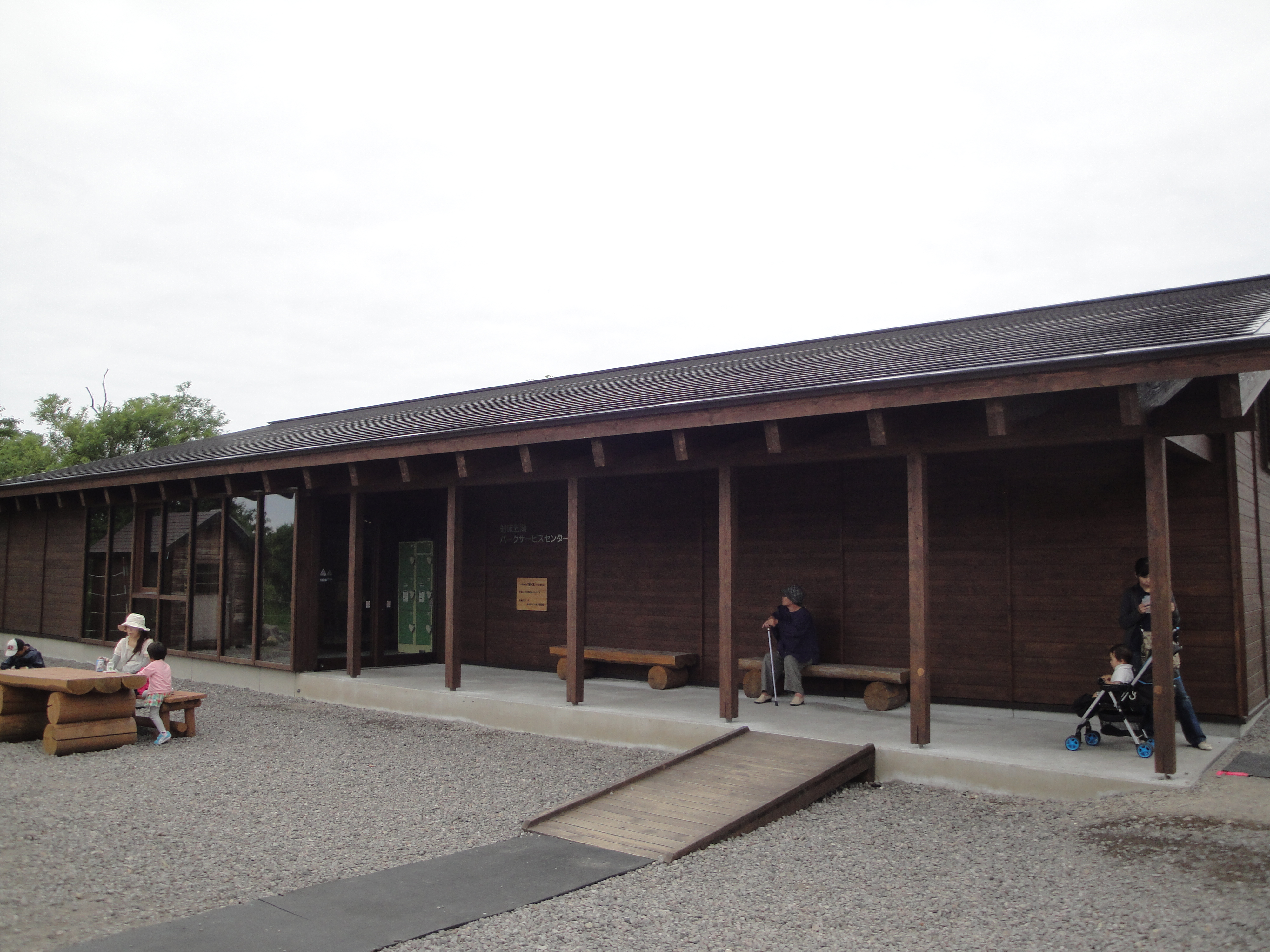
知床五湖野外小屋（2011年7月）